# Finská rallye 2003
Finská rallye 2003 byla devátou soutěží Mistrovství světa v rallye 2003. Zvítězil zde Markko Märtin s vozem Ford Focus RS WRC. Soutěž měla 23 rychlostních zkoušek o délce 409,18 km a dokončilo jí 35 z původních 71 posádek.

## Průběh soutěže
O vítězství odpočátku bojovali Märtin a Marcus Grönholm s vozem Peugeot 206 WRC. Nakonec byl úspěšnější Märtin. Soutěž byla poznamenána řadou nehod. Vůbec se start nevyvedl týmu Škoda Motorsport, který nezískal ani bod. Naopak se dařilo Hyundai World Rally Teamu, kdy bodovali oba jezdci. Hvězdou rally byl vyhlášen Petter Solberg. Startoval zde i český pilot Jan Kopecký s vozem Mitsubishi Lancer EVO VII ve skupině N.

## Výsledky
1. Markko Märtin, Michael Park – Ford Focus RS WRC
2. Petter Solberg, Phil Mills – Subaru Impreza WRC
3. Richard Burns, Robert Reid – Peugeot 206 WRC
4. Carlos Sainz, Marc Marti – Citroën Xsara WRC
5. Sebastien Loeb, Daniel Elena – Citroën Xsara WRC
6. Tommi Mäkinen, Kaj Lindström – Subaru Impreza WRC
7. Janne Tuohino, Jukka Aho – Ford Focus RS WRC
8. Sebastian Lindholm, Timo Hantunen – Peugeot 206 WRC
9. Juuso Pykälistö, Esko Mertsalmi – Peugeot 206 WRC
10. Freddy Loix, Sven Smeets – Hyundai Accent WRC